# Diostracus miyagii
Diostracus miyagii är en tvåvingeart som beskrevs av Sadao Takagi 1968. Diostracus miyagii ingår i släktet Diostracus och familjen styltflugor. Inga underarter finns listade i Catalogue of Life.